# 豪萨-富拉尼人
豪萨-富拉尼人（Hausa–Fulani）是西非苏丹草原地带的民族语言群体，为豪萨人、富拉尼人混合民族，主要由豪萨化的富拉尼人融入原本的豪萨人社会而组成。豪萨-富拉尼人主要居住在尼日利亚北部，占该国总人口的36%。大部分豪萨-富拉尼人都以豪萨语为母语，但仍有1,500万人使用富拉语。

## 历史
豪萨人和富拉尼人都是西非原住民族，但有部分富拉尼人自称是西亚闪米特人后代，这表明富拉尼人的豪萨化进程不仅仅是文化进程，也是血缘融合进程。
1453年，一群阿拉伯人迁入豪萨兰的卡诺，后来成为豪萨-富拉尼阿拉伯人；富拉尼人亦在14世纪迁入豪萨兰，逐步融入豪萨社会。到19世纪初，奥斯曼·丹·福迪奥率领富拉尼人向豪萨城邦发动圣战，建立富拉尼帝国。丹·福迪奥鼓励阿拉伯人、富拉尼人移民和豪萨人原住民通婚。来自富塔托罗地区的富拉尼部落也迁入豪萨兰，和豪萨精英通婚。这种通婚行为也是当代豪萨-富拉尼人最终形成的主要因素，这一同化民族成为扎姆法拉、道拉、卡諾、卡齐纳、扎造、索科托等豪萨城市的主要人口。
豪萨-富拉尼人主要使用豪萨语。豪萨语是跨撒哈拉贸易中的贸易通用语之一，如今是使用较广的非洲语言，使用人数排在世界第11位。